# Bajka
Bajka é um município da Eslováquia, situado no distrito de Levice, na região de Nitra. Tem 5,76 km² de área e sua população em 2018 foi estimada em 319 habitantes.

## Demografia
| Ano:        | 1994 | 2004   | 2014   | 2024   |
| ----------- | ---- | ------ | ------ | ------ |
| Broj ljudi: | 323  | 335    | 321    | 332    |
| Razlika:    |      | +3,71% | -4,17% | +3,42% |

| Ano:               | 2023 | 2024   |
| ------------------ | ---- | ------ |
| Número de pessoas: | 336  | 332    |
| Diferença:         |      | -1,19% |